# Dora Beets

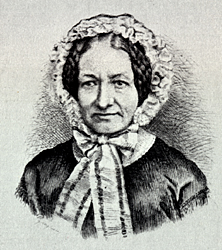
Dora Beets

Dorothea Petronella Dora Bohn-Beets (* 13. April 1812 in Haarlem; † 16. April 1864 ebenda) war eine niederländische Schriftstellerin.

## Leben
Dora Beets wurde am 13. April 1812 in Haarlem geboren. Sie war die Tochter des Apothekers Martinus Nicolaas Beets (1780/[1789?]–1869) und Maria Elisabeth de Waal Malefijt (1787–1855). Die niederländisch-reformierte Familie hatte sieben Kinder. Ihr Bruder war der Schriftsteller Nicolaas Beets. Bis zu ihrer Heirat am 6. Juni 1835 lebte sie bei ihren Eltern, an dem Tag heiratete sie den zwölf Jahre älteren Buchhändler und Verleger Pieter François Bohn (1800–1873). Sie zogen in das Haus an der Ecke Grote Houtstraat/Verwulft, wo auch die Firma Bohn ihren Sitz hatte. Sie hatte mindestens acht Kinder, von denen die ersten vier Kinder jung starben. Francisca (1843), Dorothea (1846), François (1849) und Martinus (1851) erreichten das Erwachsenenalter. Auch ein Pflegekind hatte die Familie aufgenommen.
ass Dora Reformierte und ihr Mann Mennonite war, scheint kein Problem gewesen zu sein. Im Haarlemer Bevölkerungsregister werden die Kinder abwechselnd als Reformierte und Mennoniten geführt. Lediglich die nacheinander geborenen François und Martinus weichen hiervon ab: Sie werden beide als Mennoniten geführt.

## Werk
Das im Jahr 1861 von Erven F. Bohn veröffentlichte Werk „Onze buurt“ war von „einer unbekannten Person“ geschrieben worden. Die Autorenbezeichnung ist insbesondere deshalb irreführend, weil hier die männliche Form „een“ und nicht die weibliche Form „ene“ verwendet wurde. Offenbar durften die Leser nicht erfahren, dass „Onze buurt“ das Werk einer Frau war, geschweige denn einer Schwester des Schriftstellers und Predigers Nicolaas Beets, der 1839 seine erfolgreiche „Camera obscura“ unter dem Pseudonym Hildebrand veröffentlicht hatte. Erst nach dem Tod Dorotheas gab Beets in der Einleitung zur zweiten Ausgabe von „Onze buurt“ im Jahr 1871 bekannt, dass seine Schwester Dorothea Bohn-Beets die Autorin war. Obwohl die Erstausgabe des Buches in der Presse kaum Beachtung fand, kam es 1911 zur sechste Neuauflage. Im Jahr 2002 wurde eine Neuausgabe von „Unsere Nachbarschaft“ veröffentlicht.
Dora Bohn-Beets beschreibt in ihrem Werk „Onze buurt“ eine städtische Gesellschaft in der Mitte des 19. Jahrhunderts mit ihrer hierarchischen Klassenstruktur, den Häusern, in denen die obere und untere Mittelschicht lebten, und der Wohltätigkeit der Bürger, mit der sie die bittere Armut in ihrer Stadt linderten. Im Vorwort zur zweiten Ausgabe von Onze buurt erinnert sich Nicolaas Beets voller Bewunderung an ihre gemeinsame Kindheit und Dorothea Beets großes Talent zum Geschichtenerzählen. Die Autorin zeigt in ihrem Roman, dass sie, trotz gewisser Ähnlichkeiten mit der Camera Obscura ihres Bruders, aus ihrer eigenen Perspektive schreiben kann. Dies wird unter anderem an der Haltung ihrer Hauptfigur gegenüber den Menschen deutlich.
Dorothea Bohn-Beets starb wenige Tage nach ihrem 52. Geburtstag am 16. April 1864. Sie wurde im Familiengrab auf dem Allgemeinen Friedhof an der Kleverlaan in Haarlem beigesetzt.